# 陸軍衛生会議
陸軍衛生会議（りくぐんえいせいかいぎ）は、明治時代における陸軍省医務局の組織の一つ。1888年（明治21年）12月24日付勅令により開設され、1902年（明治35年）12月12日付勅令にて廃止された。

## 概要
陸軍衛生会議は、他国における陸軍衛生会議・衛生委員会等の組織を日本陸軍内にも設けたもので、1888年（明治21年）12月24日付勅令第95号により開設が公布された。
陸軍衛生会議では専門学識がある者を委員（又は議員）として、陸軍内の衛生事項・衛生教育等における議案が審議された。議事は主に二つの事項に分かれ、一つは衛生部内又は医学的な事項であり、もう一つは軍部一般に関わる衛生事項である。
明治中期には、事実上の医務局における最高意思決定機関としての機能を期待された。
当初議員は一等軍医正が中心であったが、留学経験者を中心に三等軍医正の若手も選出された。

## 組織
陸軍衛生会議構成は議長、事務員及び議員からなる。定員は議長1名（軍医監より選出、1897年（明治30年）10月、勅令により「軍医監若しくは一等軍医正より選出」に変更）、庶務事項を担当する事務官2名（一等軍医若しくは二等軍医より選出）、議員若干名（定数に定めはなく、議長より具申し陸軍大臣が決定する）と定められた。
衛生会議構成員
初期の衛生会議構成員（1889年（明治22年）11月）
| 職名   | 階級       | 氏名     | 所属                       | 備考（主な役職）                                 |
| ------ | ---------- | -------- | -------------------------- | ------------------------------------------------ |
| 議長   | 軍医監     | 石黒忠悳 | 医務局次長、陸軍軍医学校長 | 軍医総監                                         |
| 議員   | 軍医監     | 石阪惟寛 | 第一師団軍医長             | 軍医総監                                         |
| 議員   | 一等軍医正 | 土岐頼徳 | 近衛師団軍医長             | 軍医総監                                         |
| 議員   | 一等軍医正 | 足立寛   | 軍医学校教官               | 軍医総監                                         |
| 議員   | 一等軍医正 | 永松東海 | 軍医学校教官               | 大阪府医学校・東京医学校講師、日本薬局方編纂委員 |
| 議員   | 二等軍医正 | 杉山由哲 | 近衛歩兵第一連帯附         |                                                  |
| 議員   | 二等軍医正 | 小泉親正 | 第一師団歩兵第三連隊附     | 小泉親彦厚生大臣の父                             |
| 事務官 | 一等軍医   | 落合泰蔵 | 医務局課員                 | 日露戦争時乃木第三軍の軍医部長                   |
| 事務官 | 一等軍医   | 賀古鶴所 | 医務局課員                 | 前任森林太郎軍医学校教官                         |

中期の衛生会議構成員（1897年（明治30年）11月）
| 職名   | 階級       | 氏名       | 所属                         | 備考（主な役職）                                   |
| ------ | ---------- | ---------- | ---------------------------- | -------------------------------------------------- |
| 議長   | 軍医監     | 石阪惟寛   | 医務局長                     | 軍医総監                                           |
| 議員   | 一等軍医正 | 小池正直   | 医務局第一課長兼軍医学校教官 | 軍医総監                                           |
| 議員   | 一等軍医正 | 菊池常三郎 | 軍医学校教官                 | 軍医総監                                           |
| 議員   | 一等軍医正 | 森林太郎   | 軍医学校長                   | 軍医総監                                           |
| 議員   | 一等軍医正 | 落合泰蔵   | 医務局第二課長               | 日露戦争時乃木第三軍の軍医部長                     |
| 議員   | 二等軍医正 | 西郷吉義   | 軍医学校教官                 | 陸軍軍医学校長                                     |
| 議員   | 薬剤官     | 平山增之助 | 医務局課員兼軍医学校教官     | 熊本薬学専門学校 (旧制)富山薬学専門学校 (旧制)校長 |
| 議員   | 三等軍医正 | 岡田国太郎 | 軍医学校教官                 |                                                    |
| 事務官 | 一等軍医   | 高橋茂     | 医務局課員                   |                                                    |
| 事務官 | 一等軍医   | 篠田重次   | 医務局課員                   |                                                    |

末期の衛生会議構成員（1902年（明治35年）11月）
| 職名   | 階級       | 氏名       | 所属                       | 備考（主な役職）                                 |
| ------ | ---------- | ---------- | -------------------------- | ------------------------------------------------ |
| 議長   | 軍医監     | 小池正直   | 医務局長兼軍医学校長       | 軍医総監                                         |
| 議員   | 一等軍医正 | 西郷吉義   | 近衛師団軍医長             | 陸軍軍医学校長                                   |
| 議員   | 一等軍医正 | 柴田勝央   | 第一師団軍医部附           | 陸軍軍医学校長                                   |
| 議員   | 二等軍医正 | 三浦得一郎 | 医務局衛生課長             | 軍医監                                           |
| 議員   | 二等軍医正 | 長谷川春朗 | 医務局医事課長             | 軍医監                                           |
| 議員   | 三等軍医正 | 牧山建吉   | 軍医学校教官               |                                                  |
| 議員   | 三等軍医正 | 宇山道碩   | 医務局課員兼軍医学校御用掛 | 陸軍軍医学校長                                   |
| 議員   | 三等軍医正 | 平井政遒   | 軍医学校教官               | 軍医総監                                         |
| 議員   | 三等軍医正 | 鶴田禎次郎 | 軍医学校教官               | 軍医総監                                         |
| 議員   | 薬剤官     | 平山增之助 | 医務局御用掛兼軍医学校教官 | 熊本薬学専門学校(旧制)富山薬学専門学校(旧制)校長 |
| 事務官 | 一等軍医   | 堀部禎二   | 医務局課員                 |                                                  |
| 事務官 | 一等軍医   | 秋山春斎   | 医務局課員                 |                                                  |

陸軍衛生会議構成員の大半を医務局勤務者（軍医学校も含む）が占め、独立した組織として機能を発揮すること無く廃止された。

## 議長
- 石黒忠悳
- （兼）石阪惟寛 軍医監：1890年10月20日 -
- （兼）中泉正 軍医監：1897年11月10日 -
- （兼）小池正直 軍医監：1901年6月25日 -